# Pandemia (česká hudební skupina)
Pandemia je česká death metalová kapela založená roku 1995 v Chebu. Na koncertě v Praze předskakovala americké kapele Death.
První studiové album s názvem Spreading the Message bylo vydáno v roce 2000. Následovalo velké evropské turné s Vader, Vital Remains, Fleshcrawl.

## Diskografie

### Dema
- Dust on the Eyes (1995)
- Dance in Vicious Circle (1997)
- The Message from Death Metal Empire (1998)

### Studiová alba
- Spreading the Message (2000)
- Personal Demon (2003)
- Riven (2005)
- Feet of Anger (2009)
- At the Gates of Nihilism (2015)

### Split nahrávky
- Dance in Vicious Circle / V zajetí zmrzačených (1997) - společně s kapelou Exhumace (ČR)
- Sixtimesnine / Dance in Vicious Circle (1998) - společně s kapelou Groinchurn (Jihoafrická republika)